# Bombus steindachneri
Bombus steindachneri är en biart som beskrevs av Anton Handlirsch 1888. Den ingår i släktet humlor och familjen långtungebin. Inga underarter finns listade.

## Beskrivning
Arten har tät päls som är övervägande svart utom på ryggsidorna av mellankroppen, tergit 3 och ibland även bakre delen av tergit 2. Hanen är också gul på munskölden, kring antennerna, hjässan och ibland även den främre delen av tergit 4. Storleksskillnaden är stor mellan kasterna: Drottningen har en kroppslängd på 20 till 25 mm, arbetarna 10 till 18 mm och hanarna 16 till 18 mm.

## Taxonomi
Vissa auktoriteter betraktar detta taxon som en synonym till Bombus medius.

## Ekologi
Arten är aktiv året om. Den förekommer från 50 meters höjd upp till 2 500 meter, även om den i centrala Mexiko knappast går högre än 1 800 meter. Habitatet utgörs av blandskog mellan ekar och tallar, buskskog och torra, tropiska skogar.

## Utbredning
Arten förekommer i Mexiko (Distrito Federal samt delstaterna Chihuahua, Durango, México, Sinaloa, Sonora, Colima, Guerrero, Jalisco, Michoacán de Ocampo, Morelos, Nayarit, Oaxaca, Puebla och Veracruz).

## Bevarandestatus
Populationen minskar, och Internationella naturvårdsunionen (IUCN) har rödlistat arten som starkt hotad (EN). Främsta orsakerna är habitatförlust till följd av ett intensifierat jordbruk, inklusive boskapsdrift, och ökande miljögiftanvändning. Byggnation, gruvdrift och skogsbränder är andra orsaker. Torka och hot från invasiva humlearter som importeras till Mexiko som kommersiella pollinerare är ytterligare, potentiella hot.